# Wahlbezirk Österreich ob der Enns 6
Der Wahlbezirk Österreich ob der Enns 6 war ein Wahlkreis für die Wahlen zum Abgeordnetenhaus im österreichischen Kronland Österreich ob der Enns (Oberösterreich). Der Wahlbezirk wurde 1907 mit der Einführung der Reichsratswahlordnung geschaffen und bestand bis zum Zusammenbruch der Habsburgermonarchie.

## Geschichte
Nachdem der Reichsrat im Herbst 1906 das allgemeine, gleiche, geheime und direkte Männerwahlrecht beschlossen hatte, wurde mit 26. Jänner 1907 die große Wahlrechtsreform durch Sanktionierung von Kaiser Franz Joseph I. gültig. Mit der neuen Reichsratswahlordnung schuf man insgesamt 516 Wahlbezirke, wobei mit Ausnahme Galiziens in jedem Wahlbezirk ein Abgeordneter im Zuge der Reichsratswahl gewählt wurde. Der Abgeordnete musste sich dabei im ersten Wahlgang oder in einer Stichwahl mit absoluter Mehrheit durchsetzen. Der Wahlbezirk Österreich ob der Enns 6 umfasste die Gemeinden Urfahr, Freistadt, Schärding, Braunau am Inn, Ried im Innkreis, Obernberg und Steyregg sowie die Ortschaften Mattighofen, Rohrbach, Mauerkirchen und Altheim der gleichnamigen Gemeinden.
Aus der Reichsratswahl 1907 ging Hans Winter (Deutsche Volkspartei) als Sieger hervor. Bei der Reichsratswahl 1911 wurde Alois Brandl (Christlichsoziale Partei) zu seinem Nachfolger gewählt.

## Wahlen

### Reichsratswahl 1907
Die Reichsratswahl 1907 wurde am 14. Mai 1907 (erster Wahlgang) sowie am 23. Mai 1907 (Stichwahl) durchgeführt.

#### Erster Wahlgang
| Kandidat                                                                     | Partei                             | Wahlkreis- stimmen | Stimmen- anteil |
| ---------------------------------------------------------------------------- | ---------------------------------- | ------------------ | --------------- |
| Hans Winter                                                                  | Deutsche Volkspartei               | 2594               | 35,9 %          |
| Ivo Lausegger                                                                | Christlichsoziale Partei           | 2564               | 35,6 %          |
| Eduard Euller                                                                | Sozialdemokratische Arbeiterpartei | 1982               | 27,5 %          |
| Sonstige                                                                     |                                    | 70                 | 1,0 %           |
| Wahlberechtigte: 7884, Ungültige/Leere Stimmen: 101, Wahlbeteiligung: 92,7 % |                                    |                    |                 |

#### Stichwahl
| Kandidat                                                                     | Partei                   | Wahlkreis- stimmen | Stimmen- anteil |
| ---------------------------------------------------------------------------- | ------------------------ | ------------------ | --------------- |
| Hans Winter                                                                  | Deutsche Volkspartei     | 3739               | 55,3 %          |
| Ivo Lausegger                                                                | Christlichsoziale Partei | 3019               | 44,7 %          |
| Wahlberechtigte: 7884, Ungültige/Leere Stimmen: 314, Wahlbeteiligung: 89,7 % |                          |                    |                 |

### Reichsratswahl 1911
Die Reichsratswahl 1911 wurde am 13. Juni 1911 (erster Wahlgang) sowie am 20. Juni 1911 (Stichwahl) durchgeführt.

#### Erster Wahlgang
| Kandidat                                                                     | Partei                             | Wahlkreis- stimmen | Stimmen- anteil |
| ---------------------------------------------------------------------------- | ---------------------------------- | ------------------ | --------------- |
| Alois Brandl                                                                 | Christlichsoziale Partei           | 2866               | 38,6 %          |
| Hans Winter                                                                  | Deutsche Volkspartei               | 2322               | 31,3 %          |
| Eduard Euller                                                                | Sozialdemokratische Arbeiterpartei | 2185               | 29,4 %          |
| Sonstige                                                                     |                                    | 47                 | 0,6 %           |
| Wahlberechtigte: 8352, Ungültige/Leere Stimmen: 285, Wahlbeteiligung: 92,2 % |                                    |                    |                 |

#### Stichwahl
| Kandidat                                                                     | Partei                   | Wahlkreis- stimmen | Stimmen- anteil |
| ---------------------------------------------------------------------------- | ------------------------ | ------------------ | --------------- |
| Alois Brandl                                                                 | Christlichsoziale Partei | 4300               | 59,3 %          |
| Hans Winter                                                                  | Deutsche Volkspartei     | 2946               | 40,7 %          |
| Wahlberechtigte: 8352, Ungültige/Leere Stimmen: 318, Wahlbeteiligung: 90,6 % |                          |                    |                 |